# Plant Life
Plant Life (abreviado Pl. Life) es una revista con ilustraciones y descripciones botánicas que es editada en Stanford (California) desde el año 1941 hasta ahora.